# Reto Rigassi
Reto Rigassi (* 13. September 1951 in Basel, heimatberechtigt in Landarenca) ist ein Schweizer Grafikdesigner und bildender Künstler. Sein Werk umfasst Konzeptkunst, Land Art, Fotografien, Industriedesign, Grafiken, Illustrationen, Lithografien, Siebdrucke, Tapisserien, Gipsskulpturen und Kunst am Bau.

## Leben und Werk
Reto Rigassi absolvierte von 1970 bis 1975 eine Grafikerausbildung am Schulzentrum für künstlerische Industrien (CSIA) in Lugano. Von 1986 bis 1989 studierte er visuelle Gestaltung an der Schule für Gestaltung in Luzern und zusätzlich Farbenlehre an der Schule für Gestaltung in Zürich. 
Ab 1974 verlagerte sich sein Interesse hin zur Natur. In der Folge schuf er erste Installationen in der Natur. Später führte er zahlreiche Kunstprojekte in verschiedenen Teilen der Welt durch. Unter Einbezug von klimatischen Einwirkungen – Hitze, Licht, Wasser – schuf er seine Werke an meist einsamen und entfernten Orten wie auf Gletschern, Alpenseen oder polarem Schelfeis. Die flüchtigen Installationen hielt Rigassi fotografisch fest. So spannt u. a. seine Werkgruppe für «Arte Albigna» den Bogen über ein vielfältiges, Bezugsnetz, das nicht nur in der Natur, sondern auch in der Geschichte des Bergells verankert ist und gleichzeitig weit über lokale Grenzen hinaus Verbindungen schafft. Durch die Verwendung von Elementen aus der Natur fliesst der Zufall in alle Arbeiten mit ein. Rigassis späteren Werke setzten sich zudem mit der Architektur und den urbanen Räumen auseinander. 
Rigassi hatte seine erste Einzelausstellung 1982 in der Galerie Attila in Bellinzona, wo er seit 1981 lebt. Es folgten zahlreiche Gruppenausstellungen. 1989 stellte er seine Werke im Kantonalen Kunstmuseum in Lugano und 1994 im Kunsthaus Zürich aus.
Rigassi erhielt 1989 ein Eidgenössisches Kunststipendium und 2003 den Bündner Anerkennungspreis.